# Große Drüsenameise
Die Große Drüsenameise (Tapinoma magnum) ist eine im Mittelmeerraum autochthone Ameisenart; sie gehört zur Gattung Tapinoma in der Unterfamilie Drüsenameisen (Dolichoderinae), bildet Superkolonien und breitet sich als invasive Art in Mitteleuropa einschließlich des deutschsprachigen Raums aus. Durch ihre Lebensweise verursacht sie Schäden an Bauwerken und Infrastruktur; darüber hinaus kann sie durch die Verdrängung anderer Ameisenarten das ökologische Gleichgewicht stören.

## Merkmale
Die Große Drüsenameise ist eine vollständig schwarze und glänzende Ameise. Nur die Mandibeln und die Ränder des Clypeus können orangefarbene oder rötliche Anteile aufweisen. Der Körper und dessen Anhänge sind eher dicht von kurzen Härchen bedeckt.
Von der in Europa eingeschleppten und nur synanthropisch in Gebäuden lebenden Art Tapinoma melanocephalum (Fabricius, 1793) kann sie durch deren Zweifarbigkeit leicht unterschieden werden. Im Vergleich zu den beiden anderen in Mitteleuropa heimischen Arten haben die Arbeiterinnen der Großen Drüsenameise eine Kerbe im Clypeus, die deutlich tiefer als breit ist. Bei Tapinoma erraticum ist die Kerbe ebenso tief oder wenig tiefer als breit, bei Tapinoma subboreale ist sie breiter als tief.
Im Feld lässt sich die Große Drüsenameise durch die Größenunterschiede der Arbeiterinnen in einer Kolonie erkennen. Die Spanne reicht von 2,4 bis 5,1 mm Körperlänge, die größten Arbeiterinnen sind größer als die der anderen Arten. Männliche Ameisen lassen sich durch Unterschiede der Geschlechtsorgane bestimmen. Die Artbestimmung der Königinnen ist schwierig.
Die sichere Identifizierung von Arten der Gattung Tapinoma anhand morphologischer Merkmale erfordert genaue Messungen verschiedener Körpermerkmale und die Berechnung von deren Verhältnissen zueinander. Das gilt besonders für die Arten der Tapinoma nigerrimum-Gruppe.

## Lebensweise
Die Große Drüsenameise ist ein Omnivore. Während einer Feldstudie in ihrer mediterranen Heimat bestand die Nahrung zu mehr als 70 Prozent aus Ameisen und anderen Insekten, Schnecken und Spinnen. 30 Prozent machten nicht identifizierte tierische Überreste aus, darunter ein sehr geringer Anteil (jeweils weniger als ein Prozent) Aas und Kot. Pflanzliche Nahrung wurde nicht aufgenommen, mit Ausnahme der Samen der Flockenblume Centaurea aspera.
Als Nekrophage erscheint die Art gelegentlich in der Leichenfauna. Sie gehört zu den frühen Besiedlern und kann durch nach dem Tod zugefügte Läsionen der Epidermis das Erscheinungsbild der Leiche verändern und durch das Entfernen von Fliegeneiern kriminalbiologische Untersuchungen beeinträchtigen.
Wenn es nicht zu kalt oder zu warm ist, die Höchsttemperatur liegt bei etwa 33 Grad Celsius, und wenn es nicht zu stark regnet, sind die Arbeiterinnen außerhalb des Nestes unterwegs. Im Winter, bei mildem Wetter oder im Sonnenschein bei Temperaturen knapp über dem Frost, sind die Arbeiterinnen ebenfalls draußen aktiv. In den Sommermonaten werden auch die Nachtstunden genutzt.
Die Superkolonien sind an den breiten und stark frequentierten Ameisenstraßen zu erkennen, die zwischen den Öffnungen der unterirdisch miteinander verbundenen Nester und den Nahrungsquellen angelegt werden. Bei der Großen Drüsenameise werden Sandränder um die Öffnungen aufgehäufelt, die für die Art charakteristisch sind und wahrscheinlich der Regulierung von Temperatur und Belüftung dienen.

## Fortpflanzung
Im Frühjahr und Frühsommer werden die Puppen bei sonnigem Wetter an die Oberfläche des Nestes gebracht, um in der Wärme optimale Entwicklungsbedingungen zu erhalten. Wenige Wochen später sind bei warmem und feuchtem Wetter geflügelte Männchen beim Hochzeitsflug zu beobachten. Zu diesem Zeitpunkt kommen Zehntausende Arbeiterinnen an die Oberfläche und drängen die Männchen zum Hochzeitsflug. Dabei erklimmen sie in der Umgebung des Nestes Pflanzen, Mauern und andere Strukturen.
Die außerhalb des Nestes befruchteten Königinnen kehren wieder in die Kolonie aus der sie stammen zurück. Auf diese Weise entstehen ausgedehnte Superkolonien mit zahlreichen eierlegenden Königinnen. Während alle mitteleuropäischen Arten der Gattung Tapinoma polygyn sind, wird die Sozialstruktur von Tapinoma magnum als Hyperpolygynie bezeichnet. Nicht mehrere, sondern Hunderte Königinnen leben in einer Superkolonie und bringen Nachkommen hervor.
Etwa eine Woche nach der Befruchtung legen die Königinnen die ersten Eier, aus denen nach wenigen Tagen die Larven schlüpfen. Zehn bis zwölf Wochen später verpuppen sie sich.

## Verbreitung und Lebensraum

### Herkunft
Die Große Drüsenameise stammt wahrscheinlich aus Nordafrika. Bereits in der römischen Antike könnte die Art mit Transporten von Pflanzen nach Italien gekommen sein, und sich später bis nach Norditalien und Südfrankreich ausgebreitet haben.
Arten der Tapinoma nigerrimum-Gruppe sind im Mittelmeerraum weit verbreitet. Sie gelten dort als einheimische Arten. Nachweise liegen aus Bulgarien, Frankreich (einschließlich Korsika), Gibraltar, Italien (einschließlich Sardinien und Sizilien), Kroatien, Mazedonien, Malta, Montenegro, Portugal, Serbien, Spanien (einschließlich der Balearen) und der Türkei vor. In Nordafrika gibt es Fundorte in Marokko, Algerien und Tunesien. Eine Zuordnung sämtlicher Vorkommen zu den einzelnen Arten der Gruppe ist noch nicht erfolgt.
In ihrem herkömmlichen Verbreitungsgebiet besiedelt die Große Drüsenameise bevorzugt deutlich bis sehr stark durch menschliche Einflussnahme geprägte Bereiche, einschließlich Ruderalflächen, mit sandigem Boden und einem geringen Baumbestand. Häufig besiedelt sie Stadtzentren. Sie kann mit ihren Nestern Überschwemmungen widerstehen und ist daher an Wasserläufen, auf sumpfigen Flächen und in Küstennähe ebenfalls anzutreffen.

### Biologische Invasion
Von den fünf Arten der Tapinoma-nigerrimum-Gruppe haben sich nur drei als fähig erwiesen, neue Lebensräume zu besiedeln und dort Superkolonien zu bilden: Tapinoma darioi, Tapinoma ibericus und die Große Drüsenameise. Seit wenigen Jahrzehnten, beginnend um 1990, breitet sich die Große Drüsenameise in West- und Mitteleuropa sowie in Griechenland aus. Ein Fundort wurde aus Aserbaidschan gemeldet.
Neue Vorkommen werden häufig erst bekannt, wenn betroffene Bürger sich über Belästigungen und Schäden beklagen, die von etablierten Superkolonien ausgehen. Wiederholt wurden Forscher durch Schädlingsbekämpfer auf die Art aufmerksam, die sie um die Identifizierung der unbekannten Ameisen gebeten hatten.
Es gilt als sicher, dass die Große Drüsenameise mit importierten Pflanzen eingeschleppt wird. Gartencenter, Gärtnereien und botanische Gärten fungieren als wichtigste Einfallstore. DNA-Analysen von Ameisen aus zahlreichen Superkolonien konnten eine Verbindung zwischen den Herkunftspopulationen, dem Zierpflanzenhandel und den eingeschleppten Ameisen herstellen. Eine weitere Erkenntnis bestand darin, dass dem Vordringen der invasiven Großen Drüsenameise in neue Lebensräume nicht ein einziges oder wenige Ereignisse vorangegangen sind. Tatsächlich gab es zahlreiche Einschleppungen.
Als weitere Möglichkeiten wurden in der Vergangenheit der innerhalb Europas zunehmende Warentransport über Straßen und Wasserwege, das unbeabsichtigte Mitführen in Fahrzeugen oder Reisegepäck von Touristen und das Entkommen aus privaten Formicarien in Betracht gezogen worden. Kolonien der Großen Drüsenameise wurden im Online-Fachhandel angeboten.
In ihrem neu gewonnenen Verbreitungsgebiet werden Superkolonien mit bis zu zwei Hektar Fläche, 20 Millionen Arbeiterinnen und 350 Königinnen in urbanen Lebensräumen gebildet: Gartencenter, Wohngebiete, Gärten, Friedhöfe, Parkplätze, Brachen, Gebäude und unmittelbar angrenzende Lebensräume wie Weinberge.
- Deutschland: 2009 erfolgte der erste Nachweis auf dem Gelände einer Baumschule in Ingelheim am Rhein, gefolgt von Gartencentern in Edesheim und Neustadt an der Weinstraße. Bis 2016 gab es fünf Kolonien in verschiedenen Städten. 2017 wurde eine Superkolonie im Kellergeschoss eines Wohnhauses in Frankfurt am Main entdeckt. Die Ameisen legten dort bis zu zehn breite Ameisenstraßen durch die Wohnungen an, die von der Gebäudefront bis zur Terrasse hinter dem Haus reichten. Im Fundament und unter der Terrasse wurden Nester vorgefunden. 2019 wurden in einem Wohnhaus in Hessen und bei einem Gartenbaubetrieb in Langenfeld weitere Superkolonien entdeckt, die in Langenfeld hatte eine Größe von etwa einem Hektar.[10] In Deutschland wurde auch die Art Tapinoma ibericus nachgewiesen.[7]
- Schweiz: Der erste Nachweis erfolgte 2012 in der Gemeinde Saint-Sulpice im Kanton Waadt. Dort wurden bis 2019 drei weitere Superkolonien in der Umgebung von Lausanne entdeckt, in den Gemeinden Ecublens, Pully und Cully. Weitere Kolonien befanden sich in den Kantonen Zürich und Genf.[8]
- Aserbaidschan: in einem Stadtpark in Baku wurde eine Superkolonie entdeckt, die mit der Ausbreitung in Europa wahrscheinlich nicht im Zusammenhang steht.[1]
- Belgien: Im Sommer 2014 wurde in Ostende eine Superkolonie gefunden, die sich an zwei Straßen und insbesondere in deren Kreuzungsbereich unter den Betonsteinen des Fußwegs ausgebreitet hatte. Im Sommer 2015 wurde von der Stadtverwaltung ein erster Versuch der Bekämpfung mit Insektiziden unternommen.[11]
- Frankreich: Die Mittelmeerküste von Narbonne bis Montpellier gehören zum natürlichen Verbreitungsgebiet. In anderen Regionen gilt die Große Drüsenameise als invasiv. Der erste Nachweis stammt aus dem Südwesten des Landes, der Stadt Villenave-d'Ornon bei Bordeaux, wo die Art 2008 auf dem Parkplatz eines Einkaufszentrums entdeckt wurde. Bis 2017 hatte sich diese Superkolonie kaum ausgebreitet. Es wurde aber bei der Pferderennbahn von Bordeaux eine weitere Kolonie entdeckt.[12] Eine weitere befand sich in einem Wohngebiet in der Umgebung dieses Dorfs, sie war aber 2021 wieder verschwunden, und einheimische Ameisenarten hatten das Gebiet zurückgewonnen. Fundmeldungen gibt es auch aus anderen Départements im Süden Frankreichs, dem gesamten Tal der Loire, der Bretagne.[13] In Lyon besiedelt die Große Drüsenameise die ganzjährig warmen U-Bahn-Eingänge.[14] Erst 2023 wurde eine Superkolonie in Straßburg entdeckt.[15] Die Minderheit der Superkolonien kann heute den neu beschriebenen Arten Taponima darioi und Tapinoma ibericus zugeschrieben werden, detaillerte Überprüfungen stehen noch aus.[7]
- Griechenland: In Griechenland galt die Große Drüsenameise lange Zeit als authochthon, es handelte sich bei den beschriebenen Vorkommen jedoch um andere Arten. 2022 wurden erstmals Superkolonien nachgewiesen. Die Fundorte liegen auf den Kykladen, in der Provinz Zentralmakedonien und auf Thasos.[16]
- Niederlande: eine 2013 in Wageningen entdeckte Superkolonie wurde zunächst der Großen Drüsenameise zugeordnet. Tatsächlich war sie von der erst 2016 erstbeschriebenen Art Taponima darioi angelegt worden, und auch Tapinoma ibericus ist nachgewiesen worden.[7] Dennoch hat sich die Große Drüsenameise auch in die Niederlande ausgebreitet. 2015 wurden Kolonien in den Dörfern Ulft (Provinz Gelderland) und Vogelenzang (Gemeinde Bloemendaal, Provinz Noord-Holland) gefunden. Im nächsten Jahr folgten Funde in Houten (Provinz Utrecht), Nieuwveen (Gemeinde Nieuwkoop, Provinz Zuid-Holland) und Rotterdam.[17] 2019 wurde in Spijkenisse eine Kolonie der Großen Drüsenameise gemeldet. Bereits zwischen 1987 und 1999 hatte es in derselben Straße Anwohnerbeschwerden über lästige Ameisen gegeben, die seinerzeit falsch bestimmt worden sind. Dieses Vorkommen ist das mit Abstand älteste in Mitteleuropa.[18]
- Slowenien: Bereits 2008 wurde auf dem Friedhof der Stadt Izola eine Kolonie der Großen Drüsenameise entdeckt. Bis 2019 entwickelte sich eine Superkolonie, die auf etwa zwei Hektar Fläche das gesamte Friedhofsgelände besetzt hat. In einem Park in unmittelbarer Nähe befand sich eine Superkolonie der ebenfalls invasiven Vergessenen Wegameise (Lasius neglectus). Die Vorkommen in Izola sind die ersten der beiden Arten in derart kurzem Abstand voneinander. Das wird damit erklärt, dass die Große Drüsenameise auf dem Friedhof und die Vergessene Waldameise im Park jeweils optimale Lebensbedingungen vorgefunden haben.[19]

Die Bildung von Superkolonien und die weitere Ausbreitung der Großen Drüsenameise wird durch ihre Winterhärte begünstigt. In Deutschland haben Kolonien strenge Winter mit zweiwöchigen Frostperioden und Temperaturen bis -15 Grad überstanden, ohne erkennbaren Schaden zu nehmen. Für das Überdauern und die rasche Ausbreitung dieser mediterranen Art in Nordwesteuropa gibt es mehrere Erklärungsversuche. Neue Überlebensstrategien, seien sie genetisch bedingt oder durch ein Anpassungsverhalten erworben, der anthropogene Klimawandel, oder eine Kombination aus diesen Faktoren.
Es hat sich gezeigt, dass einheimische Populationen von Arten aus der Tapinoma-nigerrimum-Gruppe die Ansiedlung der Großen Drüsenameise erschweren oder verhindern können.

## Schäden
Als invasive Art verursacht die Große Drüsenameise durch den Bau ihrer Nester Schäden an Bauwerken und Infrastruktur. So werden Bürgersteige und Gartenmauern untergraben. Ihr immenser Verbrauch an Honigtau, die Ansammlung sehr vieler Blattläuse an Zierpflanzen und die damit einhergehenden Verschmutzungen beeinträchtigen die Lebensqualität der Gartenbesitzer. Die Allgegenwart der Ameisen in der Umgebung der Superkolonien wird von den Anwohnern als störend wahrgenommen. Die Große Drüsenameise hat keinen Stachel, doch sie beißt auch Menschen. Dadurch kann sie Rasen und andere Erholungsflächen unbenutzbar machen. Gelegentlich dringen sie in Wohngebäude ein.
Die Anwesenheit der Großen Drüsenameise kann die biologische Vielfalt und das ökologische Gleichgewicht stören. Mit ihren Superkolonien verdrängt sie einheimische Arten wie die Schwarze Wegameise und möglicherweise andere Lebewesen. Allerdings kommt es in ihrem angestammten Verbreitungsgebiet auch zu vorteilhaften Interaktionen mit anderen invasiven Arten. Auf Korsika wurde durch die Große Drüsenameise die Ausbreitung der invasiven Argentinischen Ameise verhindert.
Im Experiment konnte nachgewiesen werden, dass die Große Drüsenameise die biologische Kontrolle der Zitrusschmierlaus (Planococcus citri) und des Pflanzenschädlings Planococcus ficus durch Larven des Marienkäfers Cryptolaemus montrouzieri und durch Erzwespen wie Leptomastix dactylopii und Arten der Gattung Anagyrus beeinträchtigen kann.

## Maßnahmen zur Bekämpfung
Betroffene Bürger und örtliche Behörden haben versucht, die Ameisen durch die Anwendung von Insektiziden oder Repellents wie Permethrin zu bekämpfen. Solche Maßnahmen sind nur lokal wirksam und bewirken mit Blick auf die ganze Superkolonie das Gegenteil. Betroffene Teile der Nester  haben nur vorübergehend weniger Bewohner, und an anderer Stelle der Kolonien werden neue Strukturen gebaut. Im Ergebnis wird die Kolonie vergrößert. Radikale Maßnahmen wie das Ausheben des Erdreichs oder die Entfernung von Pflanzen bergen die Gefahr, dass Königinnen an einen anderen Ort verschleppt werden und dort eine weitere Kolonie entsteht.
In Langenfeld bei Düsseldorf wurde von einem Unternehmen zur Schädlingsbekämpfung eine große Superkolonie über- und unterirdisch mit einem wiederholt aufgebrachten 97 °C heißen Schaum aus Wasserdampf und natürlichen Komponenten wie Stärke und Palmöl bekämpft. Anschließend wurde ein Kontaktinsektizid auf Gelbasis eingesetzt. Es zeigten sich gute Erfolge, aber die Ergebnisse sind noch nicht über einen längeren Zeitraum überprüft und abschließend bewertet worden.
In Zürich konnte eine Kolonie auf nur 500 Quadratmetern mit der Kombination eines Permethrin-Präparats auf den Ameisenstraßen, Insektiziden in Gelködern und der Bekämpfung von Blattläusen in den Gärten bei zunächst wöchentlich und dann zweiwöchentlich wiederholter Anwendung innerhalb von vier Monaten beseitigt werden. Ob sich ein solcher Erfolg auf Superkolonien übertragen lässt ist fraglich.
In Belgien wurde versucht, ein Insektizid großflächig über einer Kolonie auszubringen und anschließend den Boden und die Unterschlüpfe der Ameisen mit dem in Mikrokapseln eingeschlossenen Kontaktgift lambda-Cyhalothrin zu behandeln. Die Mikrokapseln haften an den Ameisen und setzen ihren Wirkstoff verzögert frei, wodurch eine weite Verbreitung innerhalb der Kolonie erfolgt. Über die Nachhaltigkeit der Maßnahme ist noch nichts bekannt.

## Systematik
Die Erstbeschreibung von Tapinoma magnum erfolgte 1861 durch den österreichischen Entomologen Gustav Mayr. Der Lectotypus und ein Paralectotypus befinden sich in der Sammlung des Naturhistorischen Museums Wien. Als Typlokalität wurde von Mayr Pisa in der Toskana angegeben. Die Typserien der beiden in Mitteleuropa autochthonen Arten Tapinoma erraticum (Latreille, 1798) und Tapinoma ambiguum Emery, 1925 sind entweder verloren oder bestehen aus mehreren Arten.
Tapinoma magnum wurde im 20. Jahrhundert als Synonym der Art Tapinoma nigerrimum angesehen. 2017 wurde Tapinoma magnum von dem deutschen Entomologen Bernhard Seifert wieder validiert und in die Tapinoma nigerrimum-Gruppe gestellt. 2024 erfolgte durch Seifert eine Revision der Gattung Tapinoma. Die Tapinoma-nigerrimum-Gruppe umfasst aktuell die Arten Tapinoma darioi Seifert, 2016, Tapinoma hispanicum Seifert, Kaufmann & Fraysse 2024, Tapinoma ibericum Santschi, 1925, Tapinoma magnum Mayr, 1861 und Tapinoma nigerrimum (Nylander, 1856).
In der bis 2017 erschienenen Literatur, insbesondere in Bestimmungsschlüsseln und Veröffentlichungen zu ihrer Ausbreitung als invasive Art, wird Tapinoma magnum, wie die übrigen Arten der Gruppe, als Tapinoma nigerrimum bezeichnet.